# Olav Midttun
Olav Midttun (født 8. april 1883 i Kvinnherad, død 5. januar 1972 i Bærum) var en norsk filolog.
Midttun blev student 1901, cand. mag. 1910 og docent i landsmål ved Kristiania Universitet 1917. Han forestod udgivelsen af A.O. Vinjes Skrifter i Samling (5 bind, 1916—21) og redigerede et udvalg af Vinjes skrifter til brug i gymnasiet samt besørgede skoleudgaver af Storegut og Ferdaminni. Han deltog ivrigt i målrejsnings- og ungdomsarbejdet og var siden 1908 redaktør af "Syn og Segn", en tidsskrift udgivet af "Det Norske Samlaget", siden 1919 formand for "Noregs Ungdomslag". Midttun frasagde sig 1926 genvalg som formand i "Noregs Ungdomslag"; 1929 valgtes han til formand i "Det Norske Samlaget". Han udgav 1929 i bogform sin oprindelig for "Norsk biografisk leksikon" skrevne biografi af Arne Garborg.